# NGC 3777
NGC 3777 é uma galáxia espiral (Sab) localizada na direcção da constelação de Crater. Possui uma declinação de -12° 34' 09" e uma ascensão recta de 11 horas, 36 minutos e 06,8 segundos.
A galáxia NGC 3777 foi descoberta em 1886 por Frank Leavenworth.